# حكايا سعودي في أوروبا
حكايا سعودي في أوروبا هو كتاب من تأليف الكاتب والرحالة السعودي عبد الله الجمعة وصدر في فبراير 2013. يندرج الكتاب ضمن صنف أدب الرحلات والسيرة الذاتية، حيث يروي فيه المؤلف قصص رحلاته ومغامراته في دول إيطاليا واليونان والمملكة المتحدة. بيعت من الكتاب ما يقارب 14 ألف نسخة في معرض واحد، وتم تحويله كذلك إلى برنامج تلفزيوني تحت اسم «حكايا سفر» تم عرضه على قنوات روتانا خليجية.

## ملخص الكتاب
يحكي الكاتب عبد الله الجمعة في كتابه عن أسفاره المتعددة إلى أوروبا، ويعرض العديد من المواقف والمغامرات التي واجهها في رحلاته والتي وثقها في كتابه هذا. فمن ضياع في غابة في المملكة المتحدة، مروراً برحلة بحرية في بحر البلطيق ومقابلة مع السلطان عبد الحميد في اليونان، إلى البحث عن صاحبة رسالة منسية في كتاب قديم، وغيرها من الحكايا الطريفة والمتخمة بالمعلومات والمشاعر التي تنقل القارئ إلى عوالم أخرى. كما أرفق الكاتب مع كل حكاية في الكتاب عدداً من الصور التي ترصد هاته المواقع التي زارها وتُعَرِّف القُراء على طبيعة المكان أو أشكال أبطال القصة.

## محاور الكتاب
بعد مقدّمة الكتاب الطويلة نوعا ما، يعرض الكتاب مجموعة من القصص كلَّ واحدة منها بعنوان مختلف وهي على الترتيب التالي :
- موعد مع السلطان عبد الحميد.
- ضياع في الغابة.
- الوكر.
- ساعة بين المحششين.
- يوم أرستقرطي.
- المتحولون.
- الرسالة المفقودة.
- العلم المقلوب.
- الحمى.
- تجربة تايتانيكية.
- دموع يتيمة.

## وصلات خارجية
- حلقات برنامج حكايا سفر على يوتيوب.
- صفحة الكتاب على موقع جود ريدز.